# GAZ
GAZ (forkortelse for Gorkovskij avtomobilnij zavod – russisk "Горьковский автомобильный завод") er en russisk bilfabrik, som blev startet efter et dekret vedtaget af Sovjet-regeringen den 4. marts 1929.
Virksomheden startede som et samarbejde mellem Ford Motor Company og den sovjetiske regering under navnet NNAZ d. 31. maj, efter regeringen d. 6. april havde udvalgt en placering tæt på Nizjnij Novgorod. Grundstenen blev lagt d. 2. maj 1930.
1. januar 1932 blev fabrikken sat i gang, og 29. januar rullede det første køretøj ud fra stedet. I starten byggede man biler og lastbiler baseret på Ford A (personbil) og Ford AA (lastbil).
Da byen senere blev omdøbt efter Maksim Gorkij (byen hed Gorkij), ændredes NN til G, og virksomheden hed nu GAZ.